# Cucut de Sulawesi
El cucut de Sulawesi (Cuculus crassirostris) és una espècie d'ocell de la família dels cucúlids (Cuculidae) que habita a la selva de les muntanyes de Sulawesi.